# 四国中央市立川之江小学校
四国中央市立川之江小学校（しこくちゅうおうしりつ かわのえしょうがっこう）は、愛媛県四国中央市川之江町2370に位置する公立小学校。

## 沿革
- 1950年（昭和25年）3月17日 - 川之江町（当時）に昭和天皇の戦後巡幸。校庭に川之江町奉迎場が設けられた[1]。

## 通学区域
川之江町、川之江町余木、川之江町長須、金生町下分の一部 

## 進学先の中学校
- 四国中央市立川之江北中学校(全域) [3]

## 通学区域内
- 四国中央市立川之江こども園
- 四国中央市立川之江北中学校
- 愛媛県立川之江高等学校
- 川之江駅
- 四国中央病院
- 宇摩自動車教習所
- 川之江城
- 浜公園
- 四国中央市歴史考古博物館
- 紙のまち資料館
- 川之江図書館
- 川之江体育館
- ケーズデンキ四国中央店
- ハローズ川之江店
- ディスカウントドラッグコスモス四国中央店
- マクドナルド川之江店
- すき家四国中央川之江店
- 丸住製紙
- 純信堂
- ファミリーマート
- セブンイレブン
- 川之江八幡神社
- 余木崎海水浴場
- 国道11号
- 予讃線
- 金生川

## 通学区域が隣接する学校
- 四国中央市立妻鳥小学校
- 四国中央市立金生第一小学校
- 四国中央市立金生第二小学校
- 香川県観音寺市立豊浜小学校

## 著名な出身者

### 書家
- 紫舟

## ゆかりのある人物
- 高橋喜一